# 카스티야 스페인어
영어에서 카스티야 스페인어(영어: Castilian Spanish)는 스페인 북부와 중부에서 사용되는 반도 스페인어의 한 종류, 즉 스페인어의 표준 형태 또는 일반적으로 스페인에서 사용되는 스페인어를 의미할 수 있다. 스페인어에서 카스텔라노(castellano. 영어로 카스티야어(Castilian).)라는 용어는 스페인어 전체를 지칭할 수도 있고(카탈로니아어, 바스크어, 갈리시아어 등과 같은 다른 스페인의 언어들과 구별하기 위해), 초기 근대 스페인어의 전신인 중세 고대 스페인어를 지칭할 수도 있다.

## 용어

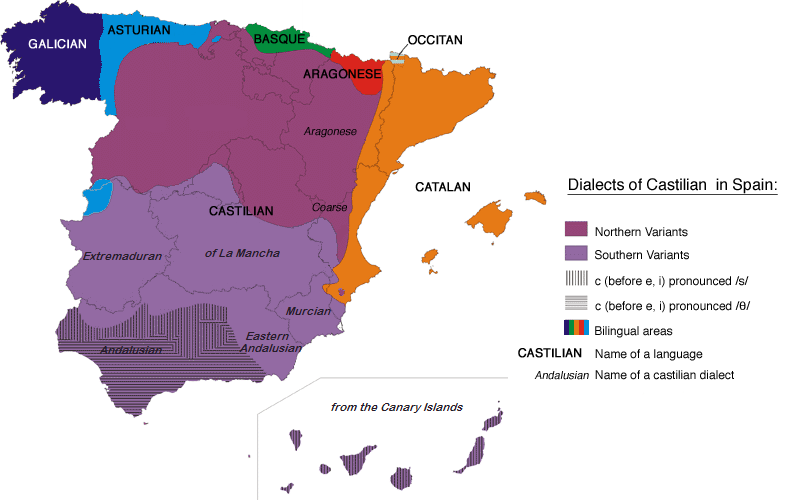
스페인의 언어와 사투리 지도

## 같이 보기
- 스페인어
- 반도 스페인어